# Amphicallia incomparabilis
Amphicallia incomparabilis là một loài bướm đêm thuộc phân họ Arctiinae, họ Erebidae.